# Zamarada latimargo
Zamarada latimargo là một loài bướm đêm trong họ Geometridae.